# Radio Televizioni Shqiptar
Radio Televizioni Shqiptar (sigla RTSH, in italiano Radio Televisione Albanese) è l'emittente radiotelevisiva pubblica dell'Albania (l'etnonimo Shqiptar si riferisce al popolo albanese), fondata nel 1938, con sede nella capitale Tirana.
RTSH possiede 13 canali televisivi nazionali, 4 regionali e 7 radiofonici. Inoltre vi è un servizio per l'estero in lingua albanese e in altre sette lingue (incluso l'italiano) emesso su FM, satellite e Internet. Quest'ultimo servizio utilizza come tema musicale la canzone Keputa një gjethe dafine (Ho colto un ramo d'alloro). Le trasmissioni in onde medie (AM) e onde corte (SW) sono state disattivate nel 2017.
Dal 1993, RTSH produce un servizio televisivo via satellite destinato alle comunità albanesi presenti in Kosovo, in Macedonia del Nord, in Montenegro e nel Nord della Grecia, nonché a tutti gli albanesi presenti in Europa. Dal 1999, RTSH è membro dell'Unione europea di radiodiffusione.
RTSH è finanziata sia dal canone televisivo che da introiti pubblicitari e finanziamenti governativi.

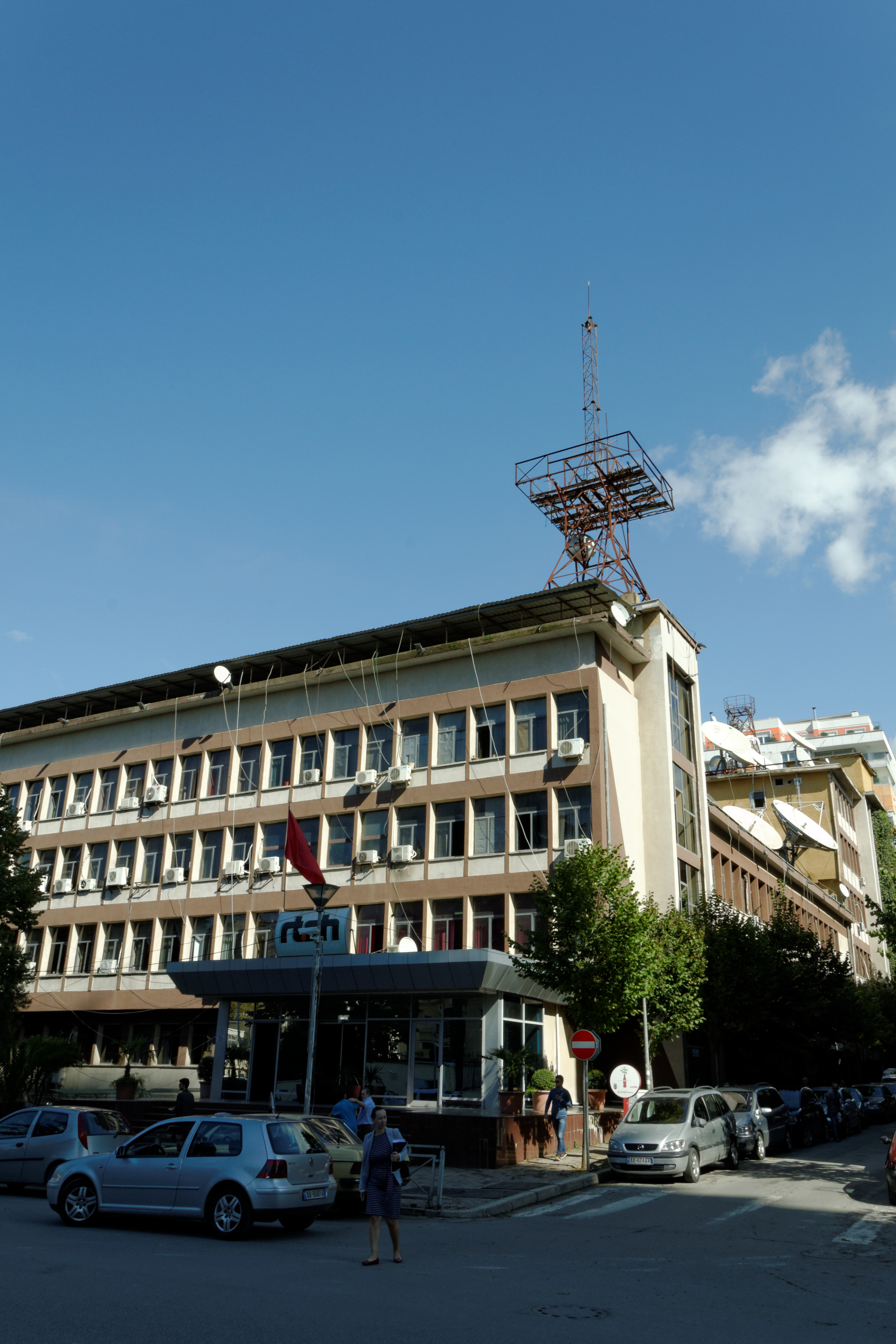
Centro radiotelevisivo in Tirana.

## Storia
Radio Tirana iniziò le trasmissioni il 28 novembre 1938 con un breve messaggio dalla regina Geraldine.
Malgrado il paese seguisse delle politiche isolazioniste Radio Tirana fu una delle emittenti radiofoniche più seguite all'epoca della guerra fredda.
In collaborazione ed in contatto con altre emittenti radiofoniche dell'epoca, nel 1959 il direttore di Radio Tirana, Petro Kito, avviò un "Centro Sperimentale Televisivo" inteso a sviluppare la diffusione della televisione nel paese. Il 29 aprile 1960, alle ore 18:00 fu inaugurata la prima trasmissione televisiva albanese. Di fronte alla telecamera, la voce emozionata della giornalista Stoli Beli annunciò "Mirembrema, te dashur telespektatore. Po fillojme programin e pare te Qendres Televizive". "Buonasera gentili telespettatori, stiamo per iniziare il primo programma del Centro Televisivo". La prima trasmissione comprendeva qualche film per bambini e, a seguire, trasmissioni per adulti. 
Nasceva la Radio Televisione Albanese. All'epoca dello stretto legame fra l'Albania e la Cina negli anni sessanta e settanta, Radio Tirana assunse una posizione critica non solo verso le politiche del blocco atlantico ma anche verso quelle messe in atto dal blocco orientale, seguendo la politica decisa dalle autorità cinesi. Dopo la fine dell'alleanza con la Cina i programmi mantennero la loro visione stalinista.
Durante gli anni settanta la stazione utilizzava unicamente la frequenza di 1215 kHz, causando interferenze col canale BBC Radio One che trasmetteva sulla stessa lunghezza d'onda. Nel 1987 sono state trasmesse 66 ore di programmi in 20 lingue straniere al giorno.
Negli anni ottanta e novanta radio Tirana ha incrementato le sue frequenze in onde medie, arrivando al momento di massima presenza nelle onde medie nella seconda metà degli anni '90 utilizzando le frequenze dei 693, 1089, 1215, 1395 e 1458 kHz.
Durante gli ultimi mesi dell'era socialista, la programmazione apertamente politica fu drasticamente ridimensionata, e la pratica di lunga data di suonare "L'Internazionale alla fine di ogni trasmissione fu abbandonata.
I 693 e 1089 kHz sono inutilizzati da tempo, così come i 1215 kHz, utilizzati fino al 2015 da Radio Cina Internazionale. I 1395 kHz erano utilizzati da Radio Tirana per il suo programma albanese e da Trans World Radio per il suo programma ungherese, mentre i 1458 kHz, fino all'agosto 2015 sfruttati anche da Radio Cina Internazionale, erano utilizzati per i programmi in albanese e in turco di Radio Tirana.
Un'altra curiosità è che negli anni '90 i programmi in onde medie di Radio Tirana erano diversificati. Precisamente sui 1089 e sui 693 kHz vi era il canale che proponeva ogni genere di musica e intrattenimento, dalle classifiche di musica pop, rock e dance (e anche musica italiana) alla musica classica ai quiz e alle telefonate con gli ascoltatori. Sui 1215 kHz c'erano invece spazi informativi e a carattere politico, così come sui 1395 kHz. E infine sui 1458 kHz c'erano i programmi multilingue. Le stazioni non erano attive 24 ore su 24 ma a orari determinati.
In collaborazione ed in contatto con altre emittenti radiofoniche dell'epoca, nel 1959 il direttore di Radio Tirana, Petro Kito, avviò un "Centro Sperimentale Televisivo" inteso a sviluppare la diffusione della televisione nel paese. Il 29 aprile 1960, alle ore 18:00 fu inaugurata la prima trasmissione televisiva albanese. Di fronte alla telecamera, la voce emozionata della giornalista Stoli Beli annunciò "Mirembrema, te dashur telespektatore. Po fillojme programin e pare te Qendres Televizive". "Buonasera gentili telespettatori, stiamo per iniziare il primo programma del Centro Televisivo". La prima trasmissione comprendeva qualche film per bambini e, a seguire, trasmissioni per adulti. 
Nasceva la Radio Televisione Albanese. All'epoca dello stretto legame fra l'Albania e la Cina negli anni sessanta e settanta, Radio Tirana assunse una posizione critica non solo verso le politiche del blocco atlantico ma anche verso quelle messe in atto dal blocco orientale, seguendo la politica decisa dalle autorità cinesi. Dopo la fine dell'alleanza con la Cina i programmi mantennero la loro visione stalinista.
Durante gli anni settanta la stazione utilizzava unicamente la frequenza di 1215 kHz, causando interferenze col canale BBC Radio One che trasmetteva sulla stessa lunghezza d'onda. Nel 1987 sono state trasmesse 66 ore di programmi in 20 lingue straniere al giorno.
Negli anni ottanta e novanta radio Tirana ha incrementato le sue frequenze in onde medie, arrivando al momento di massima presenza nelle onde medie nella seconda metà degli anni '90 utilizzando le frequenze dei 693, 1089, 1215, 1395 e 1458 kHz.
Durante gli ultimi mesi dell'era socialista, la programmazione apertamente politica fu drasticamente ridimensionata, e la pratica di lunga data di suonare "L'Internazionale alla fine di ogni trasmissione fu abbandonata.
I 693 e 1089 kHz sono inutilizzati da tempo, così come i 1215 kHz, utilizzati fino al 2015 da Radio Cina Internazionale. I 1395 kHz erano utilizzati da Radio Tirana per il suo programma albanese e da Trans World Radio per il suo programma ungherese, mentre i 1458 kHz, fino all'agosto 2015 sfruttati anche da Radio Cina Internazionale, erano utilizzati per i programmi in albanese e in turco di Radio Tirana.
Un'altra curiosità è che negli anni '90 i programmi in onde medie di Radio Tirana erano diversificati. Precisamente sui 1089 e sui 693 kHz vi era il canale che proponeva ogni genere di musica e intrattenimento, dalle classifiche di musica pop, rock e dance (e anche musica italiana) alla musica classica ai quiz e alle telefonate con gli ascoltatori. Sui 1215 kHz c'erano invece spazi informativi e a carattere politico, così come sui 1395 kHz. E infine sui 1458 kHz c'erano i programmi multilingue. Le stazioni non erano attive 24 ore su 24 ma a orari determinati.
Radio Tirana Internacional ha operato tradizionalmente con le onde corte e medie fino ad aprile 2017, quando poi la trasmissione è passata allo streaming audio e satellitare.

## Canali televisivi

### Nazionali
| Logo | Nome         | HD | Digitale terrestre | Digitale satellitare | Streaming (RTSH Tani) | LCN DTT |
| ---- | ------------ | -- | ------------------ | -------------------- | --------------------- | ------- |
|      | RTSH 1       | Si | Si                 | (pay tv)             | Si                    | 1       |
|      | RTSH 2       | Si | Si                 | (pay tv)             | Si                    | 2       |
|      | RTSH 3       | No | Si                 | Si                   | Si                    | 3       |
|      | RTSH Shkollë | Si | Si                 | Si                   | Si                    | 14      |
|      | RTSH Plus    | No | Si                 | Si                   | Si                    | 31      |
|      | RTSH Fëmijë  | No | Si                 | (pay tv)             | Si                    | 32      |
|      | RTSH 24      | Si | Si                 | Si                   | Si                    | 33      |
|      | RTSH Film    | No | Si                 | No                   | Si                    | 41      |
|      | RTSH Sport   | Si | Si                 | (pay tv)             | Si                    | 42      |
|      | RTSH Shqip   | No | Si                 | Si                   | Si                    | 43      |
|      | RTSH Muzikë  | No | Si                 | Si                   | Si                    | 44      |
|      | RTSH Agro    | No | Si                 | No                   | Si                    |         |
|      | RTSH Kuvend  | No | Si                 | No                   | Si                    |         |
|      | RTSH Satelit | Si | No                 | Si                   | No                    |         |

### Regionali
| Logo | Nome             | HD | Digitale terrestre | Digitale satellitare | Streaming (RTSH Tani) |
| ---- | ---------------- | -- | ------------------ | -------------------- | --------------------- |
|      | RTSH Gjirokastra | No | Si                 | No                   | Si                    |
|      | RTSH Korça       | No | Si                 | No                   | Si                    |
|      | RTSH Kukësi      | No | Si                 | No                   | Si                    |
|      | RTSH Shkodra     | No | Si                 | No                   | Si                    |

Note
1. 1 2  Canali disponibili nelle zone coperte dal segnale nello standard DVB-T2.
2. 1 2  Canali HD disponibili in chiaro sul satellite Eutelsat 16A frequenza 12639 H DVB-S2
3. 1 2  Canali disponibili in chiaro tramite l'app RTSH Tani, disponibile per dispositivi mobili e smart TV, e sul sito ufficiale.

## Canali radiofonici
RTSH possiede cinque emittenti radiofoniche nazionali:
- Radio Tirana 1
- Radio Tirana 2
- Radio Tirana 3
- Radio Tirana Klasik: canale radio dedicato alla musica classica
- Radio Tirana Jazz: canale radio dedicato alla musica jazz
- Radio Kukësi

### Internazionali
- Radio Tirana International: servizio internazionale trasmesso in albanese, inglese, francese, greco, tedesco, italiano,[10] serbo e turco.

| Logo | Nome                       | HD | Digitale terrestre | Digitale satellitare | Streaming (RTSH Tani) |
| ---- | -------------------------- | -- | ------------------ | -------------------- | --------------------- |
|      | Radio Tirana International | Si | No                 | [ 11 ]               | Si                    |

Note
1. ↑  Canali disponibili nelle zone coperte dal segnale nello standard DVB-T2.
2. ↑  Canali HD disponibili in chiaro sul satellite Eutelsat 16A frequenza 12639 H DVB-S2
3. ↑  Canali disponibili in chiaro tramite l'app RTSH Tani, disponibile per dispositivi mobili e smart TV, e sul sito ufficiale.

## Citazioni
Radio Tirana è citata nelle canzoni di Franco Battiato Voglio vederti danzare ed Ethika fon Ethika dove sotto una musica di stampo balcanico un leader nazionale (Enver Hoxha) pronuncia davanti ad una folla la frase "Resterete voi svegli?" (chiaro riferimento al momento buio albanese quando Hoxha ossessionato da una invasione estera volle incrementare le misure difensive) con conseguente "Sì" dalla folla.
Alla presa di Radio Tirana da parte dei partigiani è dedicato il film "Radiostacioni" (La radiostazione, 1979) liberamente tratto dal romanzo di Ismail Kadare, "Nëntori i një kryeqyteti" (Il novembre di una capitale), 1975.